# Pencil (foguete)

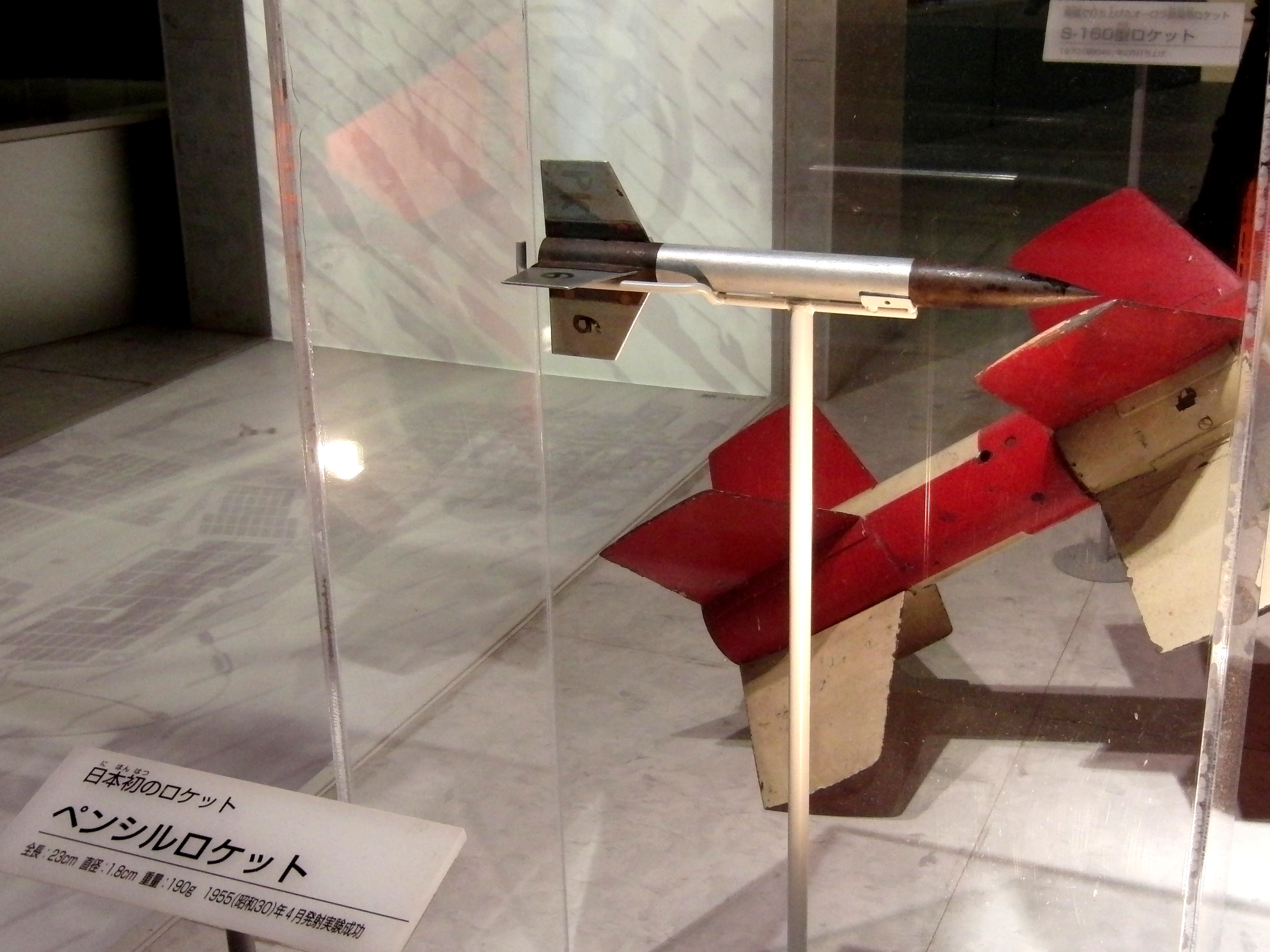

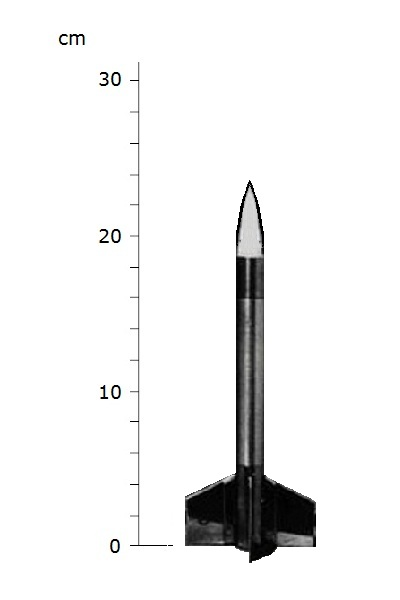
O foguete Pencil.

O foguete Pencil, foi o primeiro projeto de um foguete moderno no Japão pós Guerra. Apesar de pequeno em tamanho, foi o primeiro 
passo no desenvolvimento de foguetes que usassem apenas recursos nativos. 

## Origens
Desde 1954, após a criação do grupo de pesquisas Avionics and Supersonic Aerodinamics (AVSA) na Universidade de Tóquio liderados por Hideo Itokawa, vários experimentos de pequena escala 
foram criados. Entre esses experimentos, aquele de maior repercussão e melhores resultados, foi o foguete Pencil criado em 1955.

## Características
O foguete Pencil, era um foguete de apenas 200 gramas, 1,8 cm de diâmetro e 23 cm de altura. Ele era lançado na horizontal de um lançador de 1,5 m. Nos testes, ele 
voava passando através de algumas telas de papel até atingir um saco de areia a uma certa distância. A velocidade do foguete era estimada através da análise dos cortes 
nas telas de papel com o auxílio de um estroboscópio e câmeras de alta velocidade.

## Desenvolvimento
Alterações no formato e inclinação das aletas e no centro de gravidade foram experimentadas e os dados recolhidos para avaliar a aceleração, a trajetória e a dispersão 
de acordo com as alterações. De março a agosto de 1955, vários testes desse tipo de foguete foram conduzidos em dois campos de prova diferentes, com a presença de 
representantes do governo e da imprensa. Alguns desses lançamentos foram efetuados na vertical em ângulo de 70 graus chegando a atingir 600 m de altitude.
Ao todo, foram implementadas 4 versões do foguete Pencil. Além da original, uma sem as aletas na cauda, uma outra de 300 g um pouco maior (30 cm), e mais uma com 
dois estágios (46 cm). Todos eles testado com sucesso.

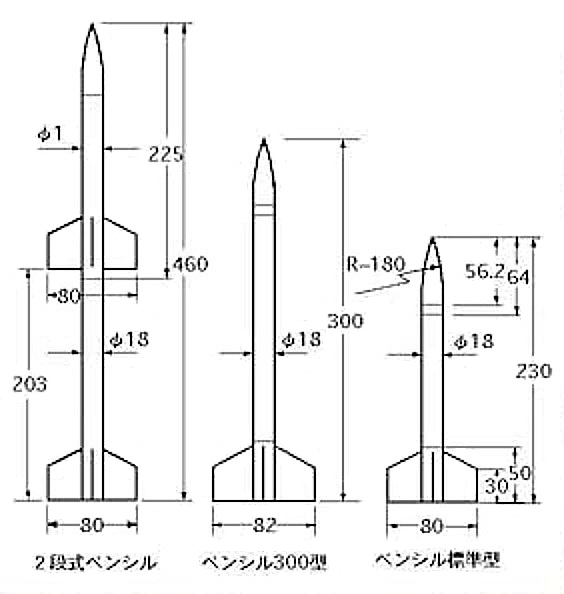
Esquemas das três versões do foguete Pencil.

## Legado
Os testes bem sucedidos do foguete Pencil, levaram ao subsequente desenvolvimento dos foguetes da família Baby, que por sua vez formaram a base para
futuros desenvolvimentos de foguetes ainda maiores.